# Nawgilem
Nawgilem – miejscowość i dżamoat w północnym Tadżykistanie. Jest położone w dystrykcie Isfara w wilajecie sogdyjskim. Dżamoat zamieszkuje 28 311 osób.